# Герби Македонії

Національний символ македонського народу - золотий македонський лев.

Герби Македонії є одним із символів македонського народу та македонської держави. Протягом історії існували різні типи та конструкції, але все ще у багатьох македонських гербах головним елементом є македонський золотий лев. Македонські герби можна знайти в ряді середньовічних гербів приблизно з XVстоліття до сьогодні. Характерною рисою македонської геральдики є використання невеликої корони на голові лева, великої корони над щитом, використання золотого металу для лева та червоного кольору для щита. Однак через помилку деяких середньовічних герольдів у дизайні македонського герба існують невеликі відхилення, які все ще не впливають на їх символіку.

## Плутанина з червоним левом на золотому полі
У своїй роботі над гербами Македонії Матковський помилково вважає, що Вітезові переплутав македонський герб з болгарським і тому стверджує, що всі пізніші герби від нього скопіювали ту саму помилку. Однак пізніше експерти встановили, що це помилка Матковського і що червоний лев на жовтому полі - це вертикальний старий герб на землі, який лише згодом отримав протилежний варіант. Сучасна геральдична історіографія робить висновок, що обидва варіанти є правильними і однаково дійсними символами країни, враховуючи, що історично лев Македонії був традиційно червоним.

## Македонські герби у використанні
| Герб | Опис | Дата                                               | Вживання                            |
| ---- | --- | -------------------------------------------------- | ----------------------------------- |
|      | Герб оточений пшеничним зерном, де біля підніжжя - плоди маку, тютюн та македонська народна вишивка. Посередині відкривається вид на гору та воду зі сходом сонця. Остюки стикуються у верхній частині герба. | 27 липня 1946 р. 16 листопада 2009 р. (Зі змінами) | Офіційний герб Македонії            |
|      | Герб складається з македонського прапора на щиті. Під щитом з македонським прапором - вінок з македонського дуба з вісьмома листками та вісьмома жолудями.                                                    | 2 грудня 2009 р.                                   | Офіційний герб президента Македонії |

## Історичні македонські герби

### Держава
| Герб | Опис | Дата                                 | Вживаня                                                                                           |
| ---- | --- | ------------------------------------ | ------------------------------------------------------------------------------------------------- |
|      | Герб оточений пшеничним зерном, де біля підніжжя - плоди маку, тютюн та македонська народна вишивка. Посередині відкривається вид на гору та воду зі сходом сонця. Остюки з’єднується у верхній частині герба у червону п’ятикутну зірку. | 27 липня 1946 - 16 листопада 2009    | Герб Македонії з 1991 по 2009 рік.                                                                |
|      | Подібний гербу Македонії з 1991 по 2009 рік. | 27 липня 1946 р. - 8 вересня 1991 р. | Герб Народної Республіки Македонія з 1946 по 1963 рік </br> Герб СР Македонія з 1963 по 1991 рік. |
|      | Подібний до герба СР Македонія. Невеликі відмінності в дизайні та символіці. | 27 липня 1946 - 31 грудня 1946       | Герб Народної Республіки Македонія.                                                               |

### Територіальні та національні
| Герб | Опис | Джерело                                                           | Вживання                                                     |
| ---- | --- | ----------------------------------------------------------------- | ------------------------------------------------------------ |
|      | Над гербом спочатку є стрічка з написом "співмешканці Македонської землі" або "герб Македонської землі", а під гербом стрічка з написом "Македонія" (латинська назва країна, у родовому відмінку, "Македонія" із золотим прямим левом і маленькою золотою короною над левом. Над левом маленька, а над щитом велика золотиста корона. | 1595 в гербовнику Кореніч-Неоріка                                 | Земельний герб Македонії 1595 року.                          |
|      | В цьому ж гербі Кореніч-Неоріка є два загальних герби для південнослов’янських народів, де македонський герб складається з лежачого жовтого лева з короною червоного німецького щита. Подане лише зображення лева, а щит і корона такі ж, як попередній окремий герб Македонії в тому ж гербі. | 1595 в гербовнику Кореніч-Неоріка                                 | Земельний герб Македонії 1595 року.                          |
|      | Цей македонський герб намальований чорним чорнилом і є одним з найбільш грубо представлених гербів Македонії. Оригінальний герб складається з німецького щита з прямим левом з невеликою короною. Над щитом розташована велика воєводська корона, а під щитом стрічка, на якій написано "Македонія Регній". | Кінець XVI або початок XVII століття в гербовнику Миколи Палинича | Земельний герб Македонії кінця XVI або початку XVII століття |
|      | Македонський герб 1614 року складається із золотого прямостоячого лева з короною на голові та двома хвостами, розміщеними на червоному варджіанському щиті. Над щитом - золота корона, прикрашена діамантами. Цей герб заснований на більш старому гербі XVI століття. | 1614 року на гербовнику Олтана                                    | Земельний герб Македонії 1614 року.                          |
|      | Цей македонський герб складений із жовто-золотого лева з двома хвостами та маленькою золотою короною над головою, розміщеною на червоному щиті. Над щитом - велика золота корона, прикрашена діамантами. Під щитом є смуга з написом "Македонія" або "Македонія". Цей герб фігурує три рази в гербі, один раз як окремий, двічі як частина загальних гербів. Загальновизнано, що герб датується 1620 роком, але папір, на якому він намальований, датується 1574 або 1603 роками з Праги чи Граца і зараз зберігається в Белграді.                                          | 1620 на гербі, знайденому в Граці.                                | Земельний герб Македонії 1620 року.                          |
|      | Цей македонський герб складений із жовто-золотого лева з двома хвостами та маленькою золотою короною над головою, розміщеною на червоному щиті. Над щитом - велика золота корона, прикрашена діамантами. У цьому ж гербі в загальному гербі немає герба Македонії, оскільки він був замінений на іллірійський. Оскільки македонський герб завжди був на другому місці на кожному гербі, цього разу іллірійський був поставлений, щоб надати іллірійський характер гербу та бути пов’язаним з іллірійським рухом серед південних слов’ян. Окремо показано македонський герб. | 1636 - 1638 Гербовник Марка Скороєвича.                           | Земельний герб Македонії 1636 - 1638 років.                  |
|      | Цей македонський герб написаний чорним чорнилом і дуже простий. Герб складається з німецького щита, на якому зображений лев з одним хвостом. У цьому "Белградському гербі" македонський герб був показаний тричі, один раз окремо і два рази як частина двох загальних гербів. В обох загальних гербах македонський герб мав однакову форму, як окремий варіант. Сьогодні герба не існує, оскільки він був спалений під час бомбардування Белграда під час Другої світової війни, але копії герба збереглися..                                                              | 1640 в „Белградському грбовнику“.                                 | Земельний герб Македонії 1640 року                           |
|      | Герб складається з червоного німецького щита, над яким є велика золота корона графині. Щит має золотавого прямостоячого лева з одним хвостом і невеликою золотою короною на голові. Над гербом - порожня смуга, а під гербом - смуга з написом "Македонія". | 1675 в „Фінікійському гербовнику“.                                | Земельний герб Македонії 1675 року                           |
|      | Македонський герб складений німецьким щитом, на якому є прямий лев з одним хвостом і однією короною. Над щитом - велика корона. Під щитом є стрічка з написом "Македонія", а герб зроблений чорною фарбою. Македонський герб є на обох загальних гербах герба. | 1689 в Оловському грбовнику                                       | Земельний герб Македонії 1689 року                           |
|      | Цей герб складений червоним німецьким щитом із золотою короною над ним. На самому щиті є золотий прямостоячий лев з одним хвостом, а на кінці хвоста факел. Факел у геральдиці означає світле майбутнє, і це єдиний герб із факелом. Під гербом є стрічка з написом "Македонія" або "Македонія", а над гербом з написом "сусідні кімнати македонської країни" або "герб македонської землі". Той самий герб фігурує в загальному гербі того самого герба. | XVII століття в Берлінському грбовнику                            | Земельний герб Македонії XVII століття                       |
|      | Герб Македонії з рукописної та надрукованої "Стематографії" з червоним левом на жовтому щиті з великою золотою короною над щитом. На відміну від інших македонських гербів, щит має іспанський тип, а лев не має корони. | 1694 в ракописниот грбовник Павла Ріттера Вітезові                | Земельний герб Македонії від 1694 року                       |
|      | Герб Македонії, написаний від руки та надрукований "Стематографія", написаний від руки кольоровий, а на друкованому - ні. Він представлений червоним левом на жовтому щиті з великою золотою короною над щитом. Нетиповим для македонських гербів є те, що щит іспанський, а лев не має корони. | 1701 друкований герб Павла Ріттера Вітезові                       | Земельний герб Македонії 1701 року                           |
|      | Герб Македонії на цьому гербі представлений золотим левом без корони та з хвостом на червоному французькому щиті, типовому для македонських гербів. Над щитом золота корона з діамантами, а в оригінальній версії знизу напис "Македонія" | 1740 в „Codex Kevesic“                                            | Земельний герб Македонії 1740 року                           |
|      | Як і з гербом Вітезові ,, так і з цим, македонський герб є не зовсім правильним. Оскільки Жефарові. Він базувався на Вітезові. Він робив ті самі помилки, що і Вітезові . Тобто македонський герб червоний на іспанському жовтому щиті з великою короною над щитом. У лева немає корони. Помилка полягає в тому, що македонець несвідомо замінюється болгаркою, копіюючи помилку Вітезовіча. Правильно, македонський герб повинен бути жовтим з короною на червоному німецькому щиті.                                                                                       | 1741 в „Стематографії“ Жефаровича                                 | Земельний герб Македонії 1741 року                           |
|      | Цей герб є частиною серії невеликих гербів Пецького патріархату та Карловацької єпархії. Герб не кольоровий, він невеликий і представлений червоним левом на жовтому фоні. Лев має два хвости і корону над головою. Кольори є прямим наслідком заміни Вітезові. Є дві версії цього, одна з іспанським щитом, а інша з круглим італійським щитом. | 1741 в гербовнику Пецького патріархату та Карловацької єпархії    | Земельний герб Македонії 1741 року                           |
|      | Македонський герб на цьому гербі представлений окремо і складається з червоного німецького щита, на якому прямолінійний золотий лев без корони та з одним хвостом. На оригіналі, над щитом є велика золота корона з написом "Македонія". | 1746 в гербовнику Іво Сарака                                      | Земельний герб Македонії 1746 року                           |
|      | Македонський герб у цьому гербі представлений окремо та як частина загального герба. Герб зроблений з червоного німецького щита із золотим левом із золотою короною та єдиним хвостом. Над гербом - порожня смуга, а під гербом - смуга з написом "Македонія". | 1837 в гербовнику графа Ладислава Фештетича                       | Земельний герб Македонії 1837 року                           |
|      | Цей македонський герб був знайдений у спадщині Людевіта Гая. Герб складається з червоного німецького щита із зображенням золотого лева з невеликою короною над головою та хвостом. Над щитом - велика корона. На оригіналі на звороті написано "Македонія". | 1842 у спадщині Джудіт Гая                                        | Земельний герб Македонії 1842 року                           |
|      | Цей македонський герб був знайдений на вівтарі в церкві в Рильському монастирі. Цей герб не є типовим для пізнішої македонської геральдики, оскільки він складається з жовтого іспанського щита з червоним левом без корони. Над щитом золота імператорська корона, а на оригіналі напис "Македонія". | 1844 в Рилскіотському манастирі                                   | Земельний герб Македонії 1844 року                           |
|      | У листуванні Паїсія Гілендарського з "Історією слов'яно-болгарського" він подає три герби Македонії, усі погано і поверхнево розписані, без геральдичних правил і засновані на Жефаровичу. Перший намальований македонський герб - білий на білому іспанському щиті. Над щитом - королівська корона. | XIX століття з листування Паїсія Гілендарського                   | Земельний герб Македонії XIX століття                        |
|      | У листуванні Паїсія Хілендарського з "Історією слов'яно-болгарського" він дає три македонські герби, усі погано і поверхнево розписані, без геральдичних правил і засновані на Жефаровичу, який, у свою чергу, базувався на неправильних гербах Вітезович. Другий намальований македонський герб - чорним на білому іспанському щиті. Над щитом - королівська корона. | XIX століття з листування Паїсія Гілендарського                   | Земельний герб Македонії XIX століття                        |
|      | У листуванні Паїсія Гілендарського з "Історією слов'яно-болгарського" він дає три македонські герби, всі погано і поверхнево розписані, без геральдичних правил і на основі Зефаровича, який, у свою чергу, базувався на неправильних гербах Вітезович. Третій намальований македонський герб білим на чорному іспанському щиті. Над щитом - королівська корона. | XIX століття з листування Паїсія Гілендарського                   | Земельний герб Македонії XIX століття                        |
|      | Герб також із серії гербів за мотивами Вітезові. Герб складається з прямого червоного лева на жовтому французькому щиті без корони на голові та щиті. Гріх зустрічається як окремий, так і як частина загального герба. | 1851 з геральдичної таблиці Мілана С. Сіміча                      | Земельний герб Македонії 1851 рік                            |

Примітка : Описано та подано лише герби, для яких доступний графічне вирішення, тобто 23 герби Македонії. Є й інші македонські герби, для яких, на жаль, ми не маємо фотографій. Що стосується держави, теперішньої та історичної, перераховані всі.